# Dolný Kubín (distrito)
O Distrito de Dolný Kubín (eslovaco: Okres Dolný Kubín) é uma unidade administrativa da Eslováquia Setentrional, situado na Žilina (região), com 39.364 habitantes (em 2001) e uma superfície de 490 km². Sua capital é a cidad de Dolný Kubín.

## Demografia
| Ano:        | 1994   | 2004   | 2014   | 2024   |
| ----------- | ------ | ------ | ------ | ------ |
| Broj ljudi: | 38 497 | 39 458 | 39 469 | 38 726 |
| Razlika:    |        | +2,49% | +0,02% | -1,88% |

| Ano:               | 2023   | 2024   |
| ------------------ | ------ | ------ |
| Número de pessoas: | 38 734 | 38 726 |
| Diferença:         |        | -0,02% |

## Cidades
- Dolný Kubín (capital)

## Municípios
- Bziny
- Dlhá nad Oravou
- Horná Lehota
- Chlebnice
- Istebné
- Jasenová
- Kraľovany
- Krivá
- Leštiny
- Malatiná
- Medzibrodie nad Oravou
- Oravská Poruba
- Oravský Podzámok
- Osádka
- Párnica
- Pokryváč
- Pribiš
- Pucov
- Sedliacka Dubová
- Veličná
- Vyšný Kubín
- Zázrivá
- Žaškov